# Грудек-Шляхецький
Грудек-Шляхецький (пол. Gródek Szlachecki) — село в Польщі, у гміні Семень Парчівського повіту Люблінського воєводства. Населення — 541 особа (2011).

## Історія
За даними етнографічної експедиції 1869—1870 років під керівництвом Павла Чубинського, у селі переважно проживали римо-католики, меншою мірою — греко-католики, які розмовляли українською мовою.
У 1975—1998 роках село належало до Білопідляського воєводства.

## Демографія
Демографічна структура станом на 31 березня 2011 року:
|          | Загалом | Допрацездатний вік | Працездатний вік | Постпрацездатний вік |
| -------- | ------- | ------------------ | ---------------- | -------------------- |
| Чоловіки | 281     | 34                 | 220              | 27                   |
| Жінки    | 260     | 33                 | 174              | 53                   |
| Разом    | 541     | 67                 | 394              | 80                   |